# 高遠そば
高遠そば（たかとおそば）は、福島県会津地方で受け継がれてきた蕎麦の食べ方、また、その地でそのような食べ方をする蕎麦。発祥の地（および命名の由来）は長野県伊那市高遠町。1998年以降、伊那市にその名前が「逆輸入」され、2024年現在市内の蕎麦店で高遠そばが提供されている。

## 特徴
江戸時代初期において蕎麦は、辛み大根のおろし汁と焼き味噌で食べるのが一般的だったが、醤油や鰹節などの普及によって、醤油だれに取って代わった。

### 福島県
福島県の「高遠そば」も長い年月の間に醤油や鰹節を用いる食べ方も見られるようになったが、古い形のままの「高遠そば」も見られる。会津地方の観光地である大内宿では、鰹節をかけた蕎麦を大根おろしを入れた出し汁につけ、箸代わりの長葱で食べるという同地の名物「高遠そば」もある。
また会津地域の蕎麦店によっては、味噌やネギを大根おろしの絞り汁に入れて味わう店舗や、大根の絞り汁のみで、辛みと甘みを純粋に味わう店舗とさまざまにみられるのも特徴。

### 長野県
戦国時代から家庭食として各家庭に受け注がれてきた「辛つゆそば(or 辛汁そば)」は、2024年現在「高遠そば」という名に変えて各そば店で販売されている。大根おろしからとった絞り汁を味噌で味付けしたものを使用しているが、大根は辛いものでなければならず、つけ汁に辛味大根を使うのは、信州そばの原型である。
なお、「高遠そば」というのは観光客その他外部の物が使用する名称で、家庭でこの蕎麦に慣れ親しんでいる地元住民は「からつゆそば」と呼ぶ。

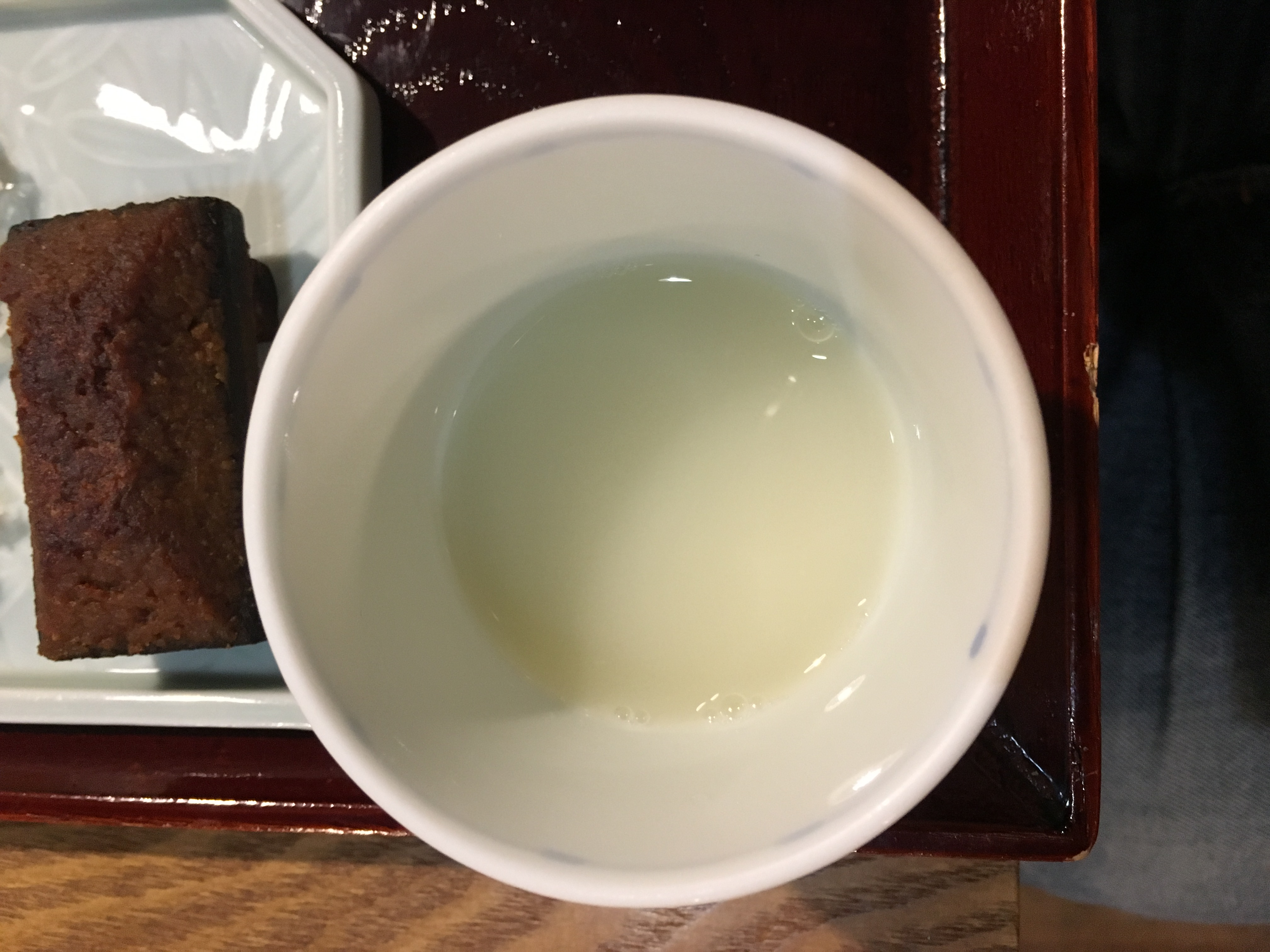
辛味大根の搾り汁
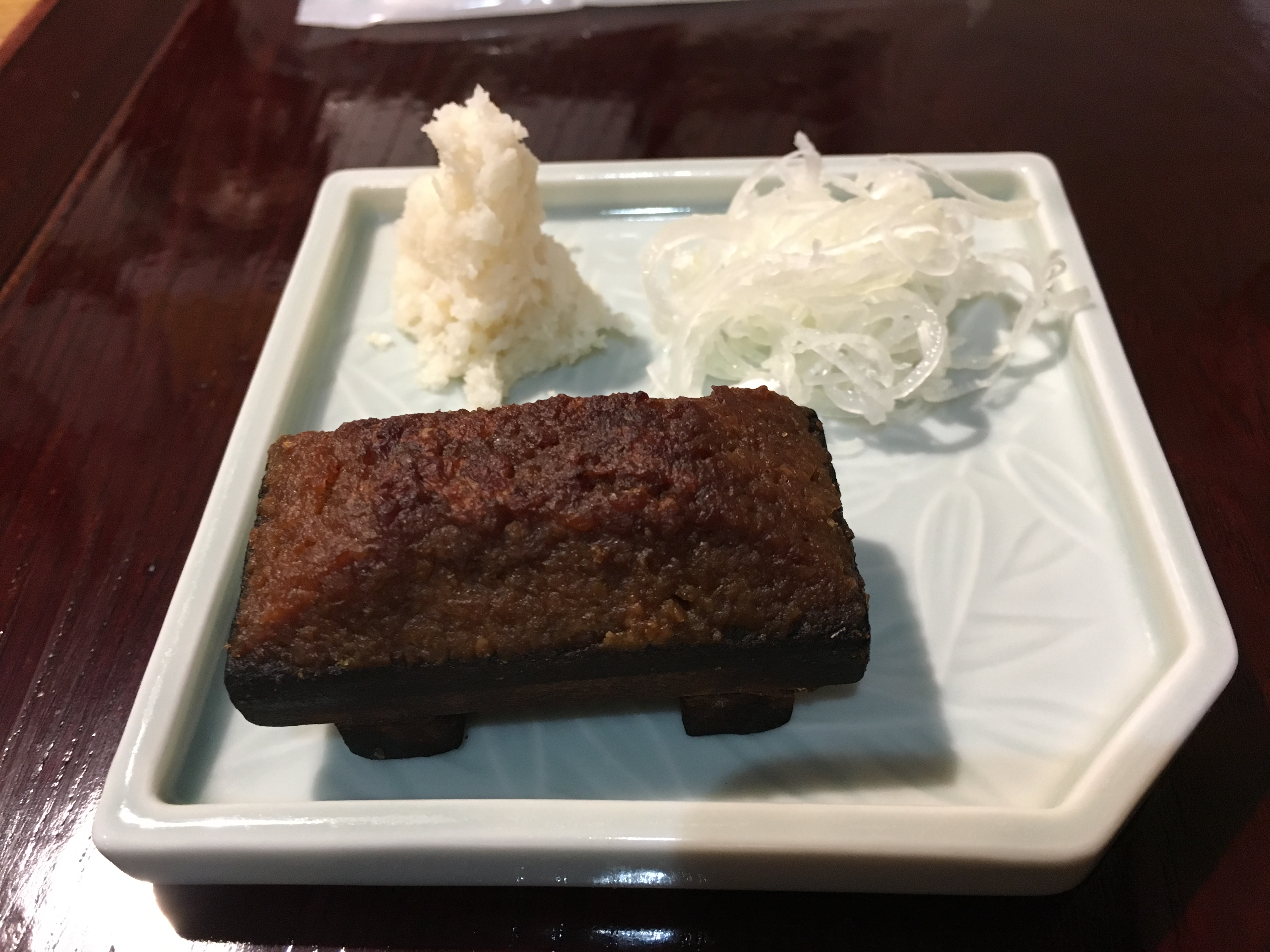
焼き味噌などの薬味

## 歴史

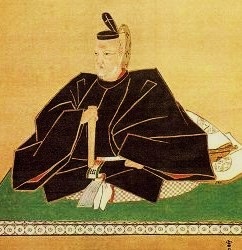
保科正之

慶長16年（1611年）に江戸幕府第2代将軍・徳川秀忠の四男として生を受けた保科正之は、庶子だったため、元和3年（1617年）に信濃高遠藩3万石の藩主・保科正光の養子となり、正光の跡を継いで寛永8年（1631年）に同藩の藩主となり、寛永13年（1636年）の出羽山形藩20万石への移封まで藩主をつとめた。蕎麦先進地の信濃国諸藩からの移封は江戸時代初期から頻繁にあり、正之もその1人であった。高遠藩3万石、山形藩20万石、会津藩23万石と石高が上昇し、家臣団や城下を削減することなく移封できた正之は、一方で蕎麦好きだったとされ、山形や会津に、そして第4代将軍・家綱の補佐をしていた江戸にも蕎麦を広めたと考えられている。高遠藩からは徳川将軍家に寒ざらし蕎麦を献上する慣例もあった。寒ざらしの製法は、将軍家に献上するために高遠藩（後の高遠町）で考案されたものである。正之が会津転封の際に一緒に連れて来た蕎麦打ち職人から続く伝統の蕎麦は、正之が初めて藩主となった高遠藩に由来して「高遠そば」と呼ばれ、福島県会津地方に根ざしてきた。
高遠町ではそばは郷土食として各家庭で脈々と途切れることなく受け継がれきており、「そばの打てない女性は嫁にはいけない」と言われるほどの日常食として根付いていた地域であるがゆえに、商売としては成り立ちにくく、長年、町内にはそば屋はほとんど存在しなかった。1997年（平成9年）、交流のため福島県会津若松市を訪れた長野県高遠町が、「高遠そば」という名称でそばが商売として成り立っている状況を目の当たりにし、1998年（平成10年）より、同町の飲食店関係者らによって組織された「高遠そばの会」が中心となって、会津の蕎麦屋の支援を受け「高遠そば」を地域活性化の為の事業として取り組むことを開始した。2000年（平成12年）には会津若松市と高遠町が親善交流都市となり、2006年（平成18年）に高遠町と合併した伊那市が同市との親善交流都市を引き継いだ。
2007年、「高遠そば ますや」が開業する。「高遠そば」の名称を使用した蕎麦店の草分け的存在で、これ以降高遠町に蕎麦店が増えていく。

### 信州そば発祥の地
西駒ヶ岳の麓に、先明さま（幕末生まれ）という木喰行者がいた。15年にわたって蕎麦だけを口にし、多くの信者を集めたという。先明さまの暮らした山麓には水田がない（古くは焼き畑）。そこで収穫可能な数少ない作物が蕎麦・大根・大豆・ネギなどで、それらを使用して作ったまじない食である「行者そば」を断食の前に大量に食した。また、江戸時代には諸国を自由に往来できた行者たちが蕎麦の種子を各地にもたらしたと『諸国産物誌』にある。このような事実から「役小角が伊那の地を訪れた際、現地住民にもてなしのお礼として蕎麦の種子を与えた。それがこの地の蕎麦栽培の起源である」という伝説が生まれた。
これらの逸話にもとづき、長野県伊那市は2012年、自らの市が「信州そば発祥の地」であると宣言した。

### 入野谷在来種
伊那市にはもともと在来種の蕎麦があったが、戦後の食糧難の時期、県の指導により収量の多い信濃一号に置き換わり、在来種は忘れ去られた。それでも「昔のそばはもっと小粒で味が濃くておいしかった」という地元高齢者の声はあった。そこで「入野谷在来種 復活プロジェクト」では、2009年頃から在来種の種子を探し始めた。半ばあきらめていた2012年、信州大学の氏原暉夫研究室に「高遠在来」「長谷在来」と書かれた蕎麦の種子の入った小さな袋があることが判明、在来種復活の夢が再び現実味を帯びる。
2014年、長野県野菜花き試験場（長野県農業総合試験場の施設）に保管されていた在来種の種子約20グラムが発見される。そのうちの6粒が奇跡的に発芽。2016年には18キロが収穫できた。その風味は非常に強く、香ばしいナッツのような香りのする今まで食べたことのない美味しい蕎麦だったと、試食の感想が記録に残っている。
2019年には500キロを収穫。この在来種が栽培されている地は江戸時代には入野谷郷と呼ばれ、戸隠、川上と並ぶ「信州三大そば名産地」であったことから「入野谷在来種」と命名。この年から市内の蕎麦店でも仕入れが可能となり、2024年現在、伊那市内の7軒の蕎麦店で提供されている。

## ギャラリー

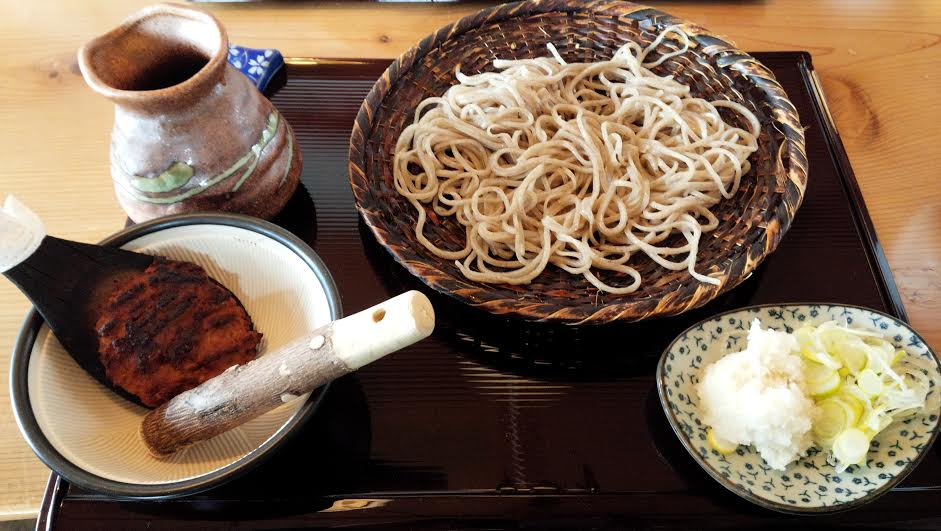
高遠そば（長野県伊那市高遠町の蕎麦店「ますや」）
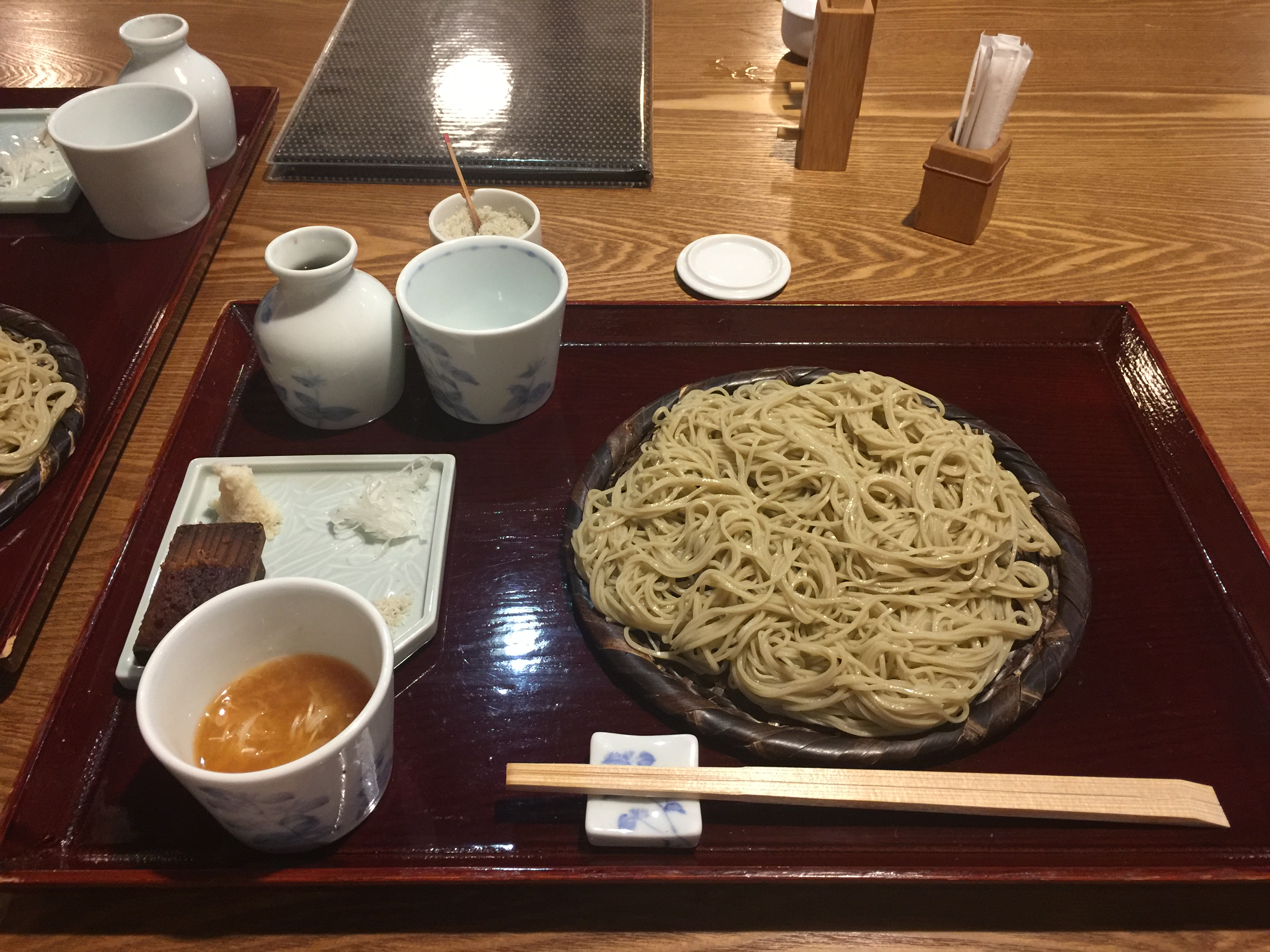
高遠そば（長野県伊那市高遠町の蕎麦店「壱刻」）
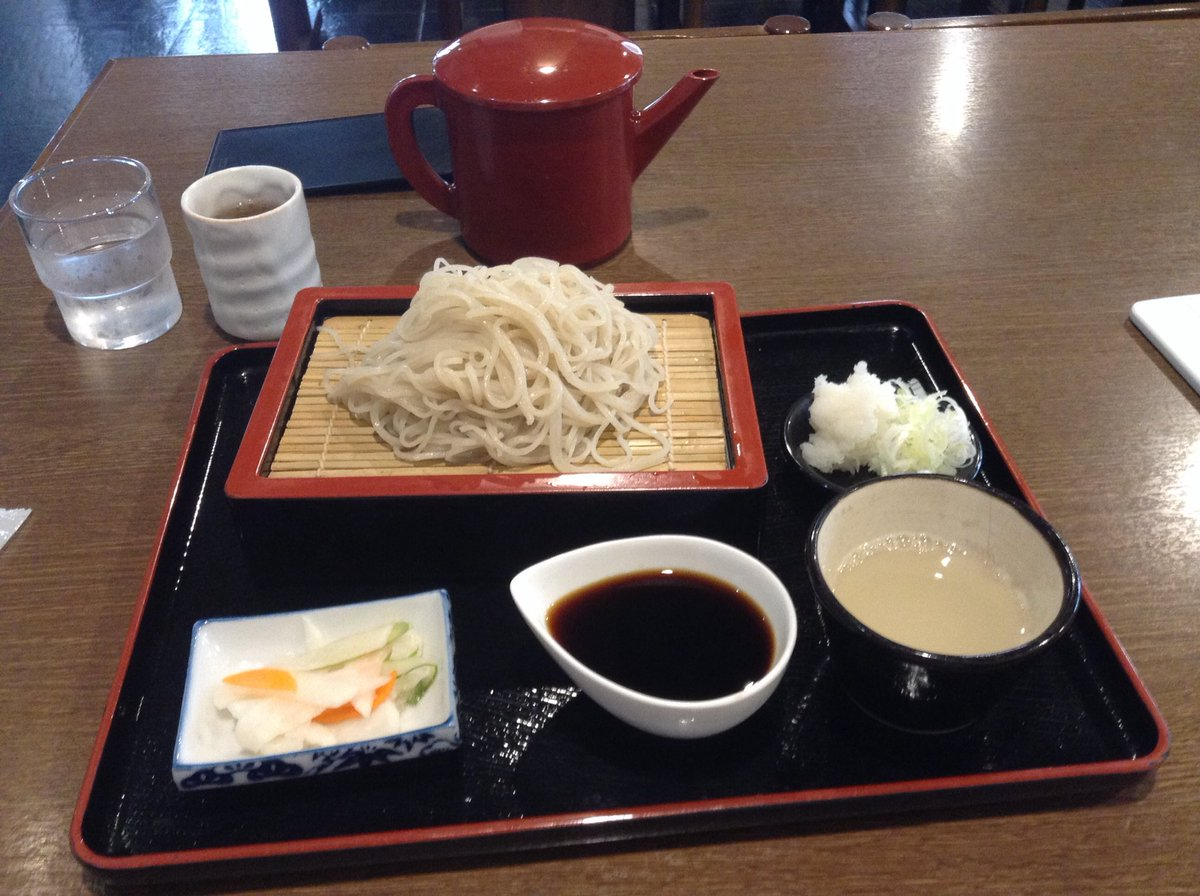
会津若松の高遠そば（福島県会津若松市の蕎麦店「香寿庵」）
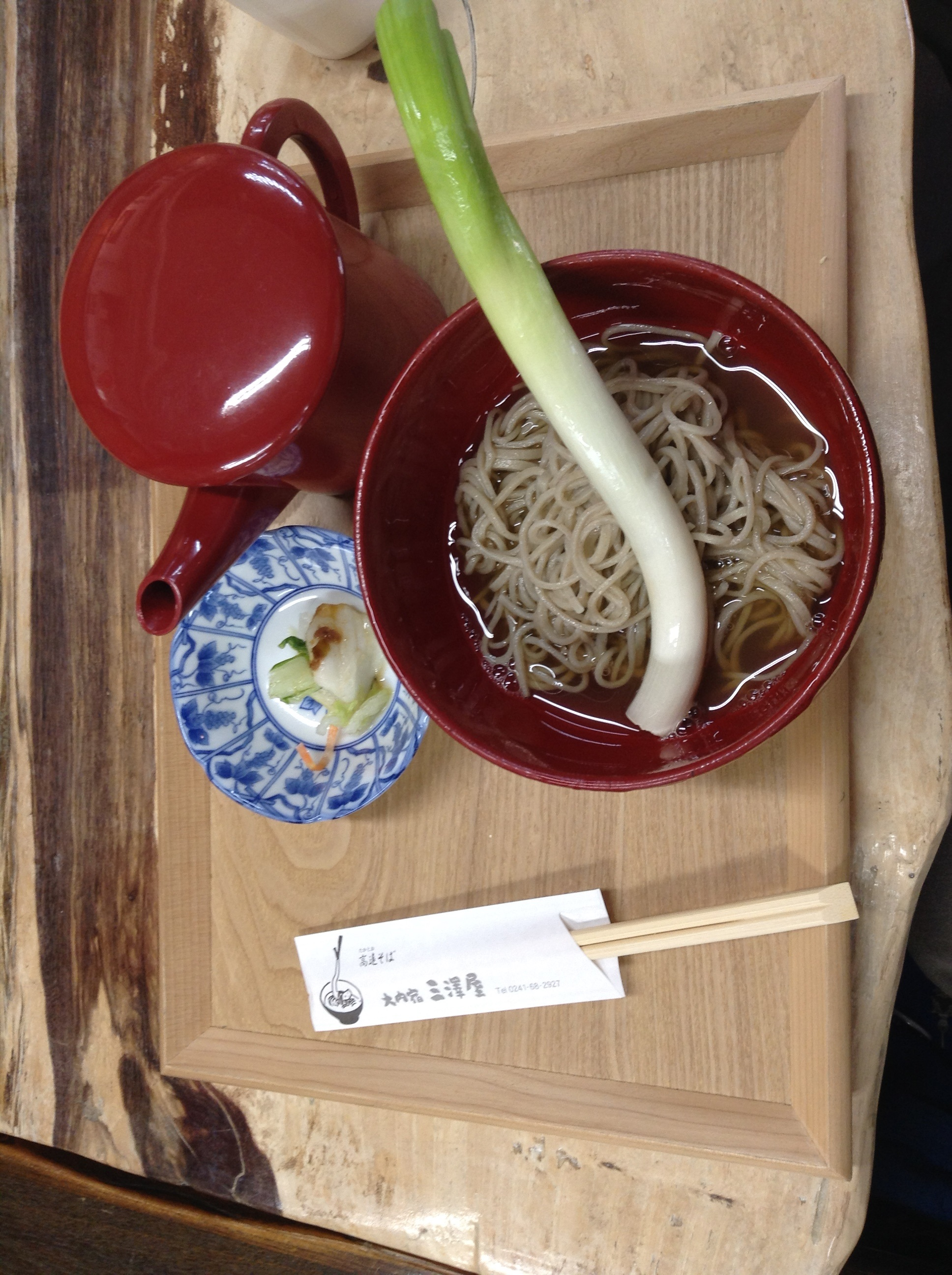
大内宿の高遠そば（福島県会津の大内宿にある蕎麦屋「三澤屋」）
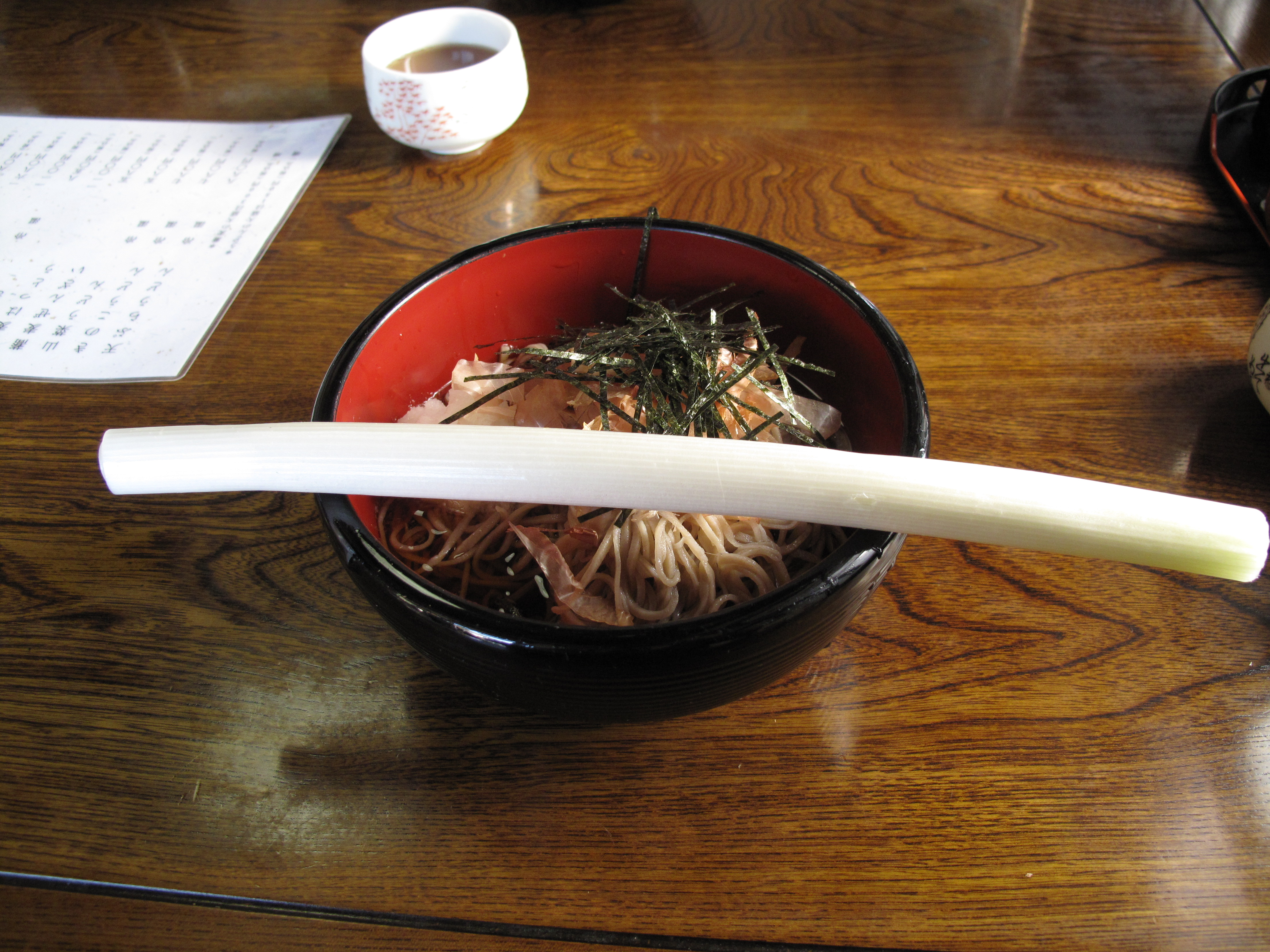
大内宿の高遠そば（一本ネギそば）（福島県会津の大内宿にある蕎麦屋「大黒屋」）